# Cząstkowice
Cząstkowice – wieś w Polsce położona w województwie podkarpackim, w powiecie jarosławskim, w gminie Roźwienica.
W latach 1975–1998 miejscowość administracyjnie należała do województwa przemyskiego.
Na terenie miejscowości działalność prowadzi placówka misyjna Chrześcijańskiej Wspólnoty Ewangelicznej.

## Historia
Cząstkowice istniały już w XV w. i stanowiły wówczas własność Mikołaja Ptaczka z Jankowic. W 1890 r. właścicielem dóbr tabularnych (gruntów szlacheckich) w Cząstkowicach był hrabia Włodzimierz Dzieduszycki, a po nim hrabia Tadeusz Dzieduszycki.
Według powszechnego spisu ludności przeprowadzonego 30 września 1921 r. liczba ludności Cząstkowic wynosiła 486 osób z czego 172 były wyznania rzymskokatolickiego, 300 było wyznania greckokatolickiego, a 14 wyznania mojżeszowego. We wsi zatem przed II wojną światową przeważali grekokatolicy, którzy uczęszczali do cerkwi w Pełnatyczach. 